# Coeluroides
Coeluroides ('gelijkend op Coelurus') is een geslacht van uitgestorven theropode dinosauriërs dat leefde tijdens het Laat-Krijt leefde in wat nu India is. Het is uitsluitend gebaseerd op de holotype staartwervels GSI K27/562, K27/574 en K27/595, ontdekt in een laag van de Lameta-formatie. De typesoort Coeluroides largus werd beschreven door Friedrich von Huene en Charles Alfred Matley in 1933.
Als volwassen dier wordt Coeluroides geschat op twee meter lang en misschien wel dertig kilogram in gewicht, vergelijkbaar met maar groter dan Jubbulpuria. Coeluroides werd lang beschouwd als een nomen dubium vanwege de schaarse overblijfselen, maar uit een overzicht uit 2004 van Indiase theropoden uit de Lameta-formatie bleek dat het waarschijnlijk geldig was. Een samenvatting van de SVP uit 2012 beschouwt het als een mogelijk ouder synoniem van Ornithomimoides, een ander dubieus geslacht.